# Couldn't Stand the Weather
Albums de Stevie Ray Vaughan
Texas Flood
(1983) Soul to Soul
(1985)
Singles
1. Couldn't Stand the Weather
Sortie : 1984

Couldn't Stand the Weather est le deuxième album studio de Stevie Ray Vaughan et de son groupe Double Trouble. Il est sorti le 15 mai 1984 sur le label Epic Records.

## Historique
Cet album fut enregistré en à peine 19 jours pendant le mois de janvier 1984 à New York dans les studios Power Station.
La moitié de l'album, quatre titres, est signée par Stevie Ray Vaughan, l'autre est composée de reprises parmi lesquelles figure le titre de Jimi Hendrix, Voodoo Child (Slight Return).
Il atteindra aux États-Unis la 31e place du Billboard 200 et se vendra à plus de deux millions d'exemplaires.
Il sera réédité en 1999 avec quatre titres bonus provenant des sessions d'enregistrement de l'album plus une interview de SRV. En 2010 il sortira dans sa version Legacy Edition avec de nombreux titres bonus plus un deuxième compact disc enregistré en public au Spectrum de Montréal le 17 août 1984.

## Titres

### Version originale
Toutes les chansons sont écrites et composées par Stevie Ray Vaughan, sauf mention contraire.
| No | Titre                        | Auteur                       | Durée |
| -- | ---------------------------- | ---------------------------- | ----- |
| 1. | Scuttle Buttin'              |                              | 1:48  |
| 2. | Couldn't Stand The Weather   |                              | 4:39  |
| 3. | The Things That I Used To Do | Eddie Jones                  | 4:53  |
| 4. | Voodoo Child (Slight Return) | Jimi Hendrix                 | 7:59  |
| 5. | Cold Shot                    | W. C. Clark, Michael Kindred | 3:57  |
| 6. | Tin Pan Alley                | Bob Geddins, Robert Geddins  | 9:10  |
| 7. | Honey Bee                    |                              | 2:40  |
| 8. | Stang's Swang                |                              | 2:41  |

### Titres de la version remastérisée de 1999
| No  | Titre                 | Auteur                       | Durée |
| --- | --------------------- | ---------------------------- | ----- |
| 9.  | SRV Speaks            |                              | 1:08  |
| 10. | Hide Away             | Freddie King, Sonny Thompson | 4:04  |
| 11. | Look at Little Sister | Hank Ballard                 | 2:46  |
| 12. | Give Me Back My Wig   | T.R. Taylor                  | 4:07  |
| 13. | Come On (Pt. III)     | Earl King                    | 4:33  |

### Legacy Edition 2010
- Disc 1

| No  | Titre                          | Auteur             | Durée |
| --- | ------------------------------ | ------------------ | ----- |
| 1.  | Scuttle Buttin'                | Stevie Ray Vaughan | 1:52  |
| 2.  | Couldn't Stand the Weather     | S.R. Vaughan       | 4:41  |
| 3.  | The Things That I Used To Do   | Jones              | 4:41  |
| 4.  | Voodoo Child (Slight Return)   | Hendrix            | 7:59  |
| 5.  | Cold Shot                      | Clark / Mindred    | 4:01  |
| 6.  | Tin Pan Alley                  | Geddins            | 9:11  |
| 7.  | Honey Bee                      | S.R. Vaughan       | 2:43  |
| 8.  | Stan's Swang                   | S.R. Vaughan       | 2:50  |
| 9.  | Empty Arms (inédit)            | S.R. Vaughan       | 3:28  |
| 10. | Come On (Pt.III)               | King               | 4:33  |
| 11. | Look at Little Sister (inédit) | Ballard            | 2:46  |
| 12. | The Sky Is Crying (inédit)     | Elmore James       | 4:11  |
| 13. | Hide Away                      | King / Thompson    | 4:03  |
| 14. | Give Me Back My Wig            | T.R. Taylor        | 4:08  |
| 15. | Boot Hill (inédit)             | Sly Williams       | 2:23  |
| 16. | Wham! (inédit)                 | Lonnie Mack        | 2:26  |
| 17. | Close to You (inédit)          | Willie Dixon       | 3:09  |
| 18. | Little Wing (inédit)           | Hendrix            | 6:48  |
| 19. | Stan's Swang (version inédite) | S.R. Vaughan       | 2:44  |

- Disc 2: enregistré en live au Spectrum de Montréal, 17 août 1984

| No  | Titre                        | Auteur             | Durée |
| --- | ---------------------------- | ------------------ | ----- |
| 1.  | Testify                      | The Isley Brothers | 4:36  |
| 2.  | Voodoo Child (Slight Return) | Hendrix            | 11:53 |
| 3.  | The Things That I Used To Do | Jones              | 5:30  |
| 4.  | Honey Bee                    | S.R. Vaughan       | 2:32  |
| 5.  | Couldn't Stand the Weather   | S.R. Vaughan       | 4:53  |
| 6.  | Cold Shot                    | S.R. Vaughan       | 4:05  |
| 7.  | Tin Pan Alley                | Geddins            | 10:29 |
| 8.  | Love Struck Baby             | S.R. Vaughan       | 3:00  |
| 9.  | Texas Flood                  | Davis / Scott      | 9:38  |
| 10. | Stan's Swang                 | S.R. Vaughan       | 3:07  |
| 11. | Lenny                        | S.R. Vaughan       | 11:07 |
| 12. | Pride and Joy                | S.R. Vaughan       | 4:59  |

## Musiciens
- Stevie Ray Vaughan - Guitare, chant
- Tommy Shannon - Basse
- Chris Layton - Batterie
- Jimmie Vaughan - Guitare additionnelle sur Couldn't Stand The Weather et The Thing That I Used To Do
- Stan Harrison - Saxophone ténor
- Fran Christina - Batterie sur Stang's Sawng

## Charts & certifications
Charts
| Pays                                   | Durée du classement | Meilleur classement | Date             |
| -------------------------------------- | ------------------- | ------------------- | ---------------- |
| Australie (ARIA Charts)                | 11 semaines         | 20e                 | 22 octobre 1984  |
| Canada (RPM)                           | 23 semaines         | 29e                 | 18 août 1984     |
| États-Unis (Billboard 200)             | 38 semaines         | 31e                 | 14 juillet 1984  |
| Norvège (VG-lista)                     | 3 semaines          | 14e                 | 17 juin 1984     |
| Nouvelle-Zélande (RMNZ Albums Top40)   | 27 semaines         | 5e                  | 25 novembre 1984 |
| Royaume-Uni (Jazz & Blues Album Chart) | 3 semaines          | 11e                 | 7 août 2010      |
| Suède (Sverigetopplistan)              | 4 semaines          | 36e                 | 26 juin 1984     |

Certifications
| Pays             | Certification | Ventes      | Date            |
| ---------------- | ------------- | ----------- | --------------- |
| Canada           | Platine       | 100 000 +   | 21 octobre 1988 |
| États-Unis       | 2 × Platine   | 2 000 000 + | 20 juin 1997    |
| Nouvelle-Zélande | Platine       | 15 000 +    | 9 décembre 1984 |